# Sondre Langås
Sondre Klingen Langås, född 2 februari 2001, är en norsk professionell fotbollsspelare som spelar som mittback för EFL Championship-klubben Derby County och det norska landslaget. Där han gjorde sin debut 2024.

## Klubbkarriär
Langås började sin ungdomskarriär i klubben Spillum innan han flyttade till Namsos. Han spelade sedan i norska förstadivisionen för Ranheim och Stjørdals-Blink (på lån från Ranheim).
I maj 2023 var Langås aktuell för Rosenborg BK och tränade med laget, tillsammans med Ranheim-lagkamraten Ruben Alte. Den 24 juli 2023 skrev han på ett fyra och ett halvt års kontrakt med Eliteserien-klubben Viking. Han debuterade den 13 augusti 2023 mot Lillestrøm. Den 16 september 2023 gjorde han sitt första mål i en 2–0-seger borta mot Haugesund.
Den 1 februari 2025 skrev Langås på ett fyra och ett halvt års kontrakt med den engelska Championship-klubben Derby County för ett belopp som rapporterades ligga runt 60 miljoner kr. Genom övergången återförenades han med sin tidigare Viking-lagkamrat Lars-Jørgen Salvesen, som hade gått till samma klubb tidigare i transferfönstret.

## Internationell karriär
Langås debuterade för Norges landslag den 9 september 2024 i en Nations League-match mot Österrike på Ullevaal Stadion. Han bytte in Alexander Sørloth i tilläggstid i Norges 2–1-seger.